# (28938) 2000 SR311
2000 أس أر 311 (ويعرف أيضًا باسم (28938) 2000 أس أر 311 وفق تسمية الكوكب الصغير) (بالإنجليزية: 2000 SR311)‏؛ هو كويكب ضمن حزام الكويكبات.
اكتُشف هذا الجُرم الفلكي بواسطة بحث لنكولن عن الكويكبات القريبة من الأرض في 27 سبتمبر 2000، وترتيبه 28938 من حيث الاكتشاف.

## الوصف
اكتُشف 289382000SR في 27 سبتمبر 2000 في مرصد ماغدالينا ريدج، الواقع في مقاطعة سوكورو، نيومكسيكو في الولايات المتحدة، بواسطة مشروع بحث لنكولن عن الكويكبات القريبة من الأرض (بالإنجليزية: Lincoln Near-Earth Asteroid Research)‏ LINEAR. وقد رصد المشروع 1,907 مشاهدة للكويكب إلى غاية 24 أغسطس 2021 بتوقيت منطقة المحيط الهادئ، أي في مدة قدرها 11,663 يومًا (32.0 عام). تستغرق الفترة المدارية للكويكب 2,070 يومًا (5.7 عام).

## الخصائص المدارية
يتميز مدار هذا الكويكب بنصف محور رئيسي يبلغ 3.18 وحدة فلكية، وحضيض قدره 2.81 وحدة فلكية، وانحراف قدره 0.115 وزاوية ميلان 20.3 درجة بالنسبة لمسار الشمس. بسبب هذه الخصائص، أي نصف المحور الرئيسي بين 2 و3.2 وحدة فلكية وحضيض أكبر من 1,666 وحدة فلكية، يُصنف هذا الجُرم الفلكي وفقًا لقاعدة بيانات مختبر الدفع النفاث لأجرام النظام الشمسي الصغيرة كائنًا من حزام الكويكبات الرئيسي.

## الخصائص الفيزيائية
يُقدر القدر المطلق (H) لـ289382000SR بـ12.25 ووضاءته بـ0.085، مما يمكِّن تقدير قطره بـ 18.175كم. استُخلصت هذه النتائج بفضل ملاحظات مستكشف الأشعة تحت الحمراء عريض المجال (WISE)، وهو مرصد فضائي أمريكي وُضع في المدار في عام 2009 ويراقب السماء بأكملها بالأشعة تحت الحمراء، في عام 2011، نُشرت النتائج الأولى المتعلقة بالكويكبات من الحزام الرئيسي.

## وصلات خارجية
- (28938) 2000 SR311 في قاعدة بيانات مختبر الدفع النفاث لأجرام النظام الشمسي الصغيرة

- الاكتشاف · مخطط المدار ·  العناصر المدارية · المعلمات المادية

- (28938) 2000 SR311 على موقع ويكي سكاي: DSS2, SDSS, GALEX, IRAS, Hydrogen α, X-Ray, Astrophoto, Sky Map, Articles and images